# Valente Quintero (película)
Valente Quintero es una película de drama histórico mexicana de 1973, escrita y dirigida por Mario Hernández y protagonizada por Antonio Aguilar, Saby Kamalich, Narciso Busquets y Sara García. Esta película está basada en el corrido del mismo nombre de la autoría de Rosendo Monzón, el cual relata los últimos momentos del subteniente Valente Quintero.
Fue filmada en 1971 en locaciones de Tayahua, Zacatecas. Se estrenó el 12 de abril de 1972 en los cines Mariscala, Carrusel, De la Villa y Marina durante seis semanas.
Distribuido a través del sistema de exhibición vertical, Valente Quintero fue la segunda película más taquillera del año en el Distrito Federal, recaudando más de 1 millón de pesos.

## Reparto
- Antonio Aguilar como el subteniente Valente Quintero.
- Saby Kamalich como Leonor Carrillo Peña.
- Narciso Busquets como el mayor Atanasio Pizarro.
- Sara García como Elvira Peña, viuda del general Gumersindo Carrillo.
- Eleazar García como Chelelo.
- Cornelio Reyna como Cornelio.
- Enriqueta Jiménez como Carmen.
- Alejandro Reyna como el Doctor Plácido.
- Salvador Sánchez como el capitán carrancista.
- Silvia Pinal como Zoraida.
- Vicky Roig como la turista.
- Paco Sañudo como Procopio.
- Flor Silvestre como Rafaela.